# Loshitsa / Minsk International 1
Loshitsa / Minsk International 1 var en flygplats i Belarus. Den låg i den centrala delen av landet, i huvudstaden Mіnsk.
Terrängen runt den forna flygplatsen är platt, och sluttar österut. Runt den forna flygplatsen är det mycket tätbefolkat, med 6 711 invånare per kvadratkilometer..